# Fuente Luminosa (Soria)
La Fuente Luminosa es una fuente ornamental de la ciudad española de Soria, que estuvo ubicada en la Plaza Mayor. 
Se instaló en 1961 sustituyendo a la histórica Fuente de los Leones. Tras la última renovación urbanística de la plaza en 1987, en la que se restituyó la antigua fuente, fue desmontada y guardada en los almacenes del Ayuntamiento. En el año 2016 se realizó una réplica de la misma en la glorieta en la que confluyen la Avenida de Valladolid, el Paseo del Espolón y las calles San Benito y Mosquera de Barnuevo. 

## Historia
A mediados de 1936 se desmontó la Fuente de los Leones para restaurarla, fuente que había permanecido en la plaza desde su construcción en el año 1788, siendo costeada por la Sociedad Económica de Amigos del País de Soria.
En el año 1961 se decide construir una nueva fuente ornamental encargándose la obra al arquitecto e ingeniero Carles Buïgas, autor de la Fuente Mágica de Montjuic o de la Fuente Luminosa de Salou. La fuente solo funcionaba en días señalados, según Joaquín Alcalde "por lo costoso que debía resultar ponerla en funcionamiento y hacerlo más a menudo era un lujo económico que no se podía permitir el Ayuntamiento, al menos eso es lo que se dijo siempre".
La fuente fue desmontada tras la última renovación urbanística de la Plaza Mayor en 1987, en la que se volvió a montar la Fuente de los Leones, guardándose en los almacenes del Ayuntamiento. En el año 2014 se anunció que la fuente volvería a instalarse, esta vez en la glorieta en la que confluyen la Avenida de Valladolid, el Paseo del Espolón y las calles San Benito y Mosquera de Barnuevo. Finalmente, el 29 de septiembre de 2016, fue inaugurada la nueva fuente aunque no conserva ningún elemento de la original, solo la forma y los juegos de agua.

## Descripción
La fuente en su ubicación original estaba formada por una cororona superior en la que se encontraban los surtidores parabólicos y verticales, los pulverizadores y el gran géiser central. La corona no vertía el agua al estanque inferior por rebosamiento sino a través de una serie de perforaciones localizadas en todo su perímetro. Contaba para sus combinaciones con cuatro colores básicos: blanco, amarillo, rojo y azul.
La nueva fuente "réplica" inaugurada en 2016, sigue el modelo de la antigua a base de dos vasos concéntricos pero de unas dimensiones mayores para adaptarse a las dimensiones de la rotonda y sin los motivos decorativos que tenía la original. Un ordenador central permite controlar los juegos automáticos de agua, así como las escenografías particulares que puedan desarrollarse con motivo de efemérides o eventos especiales que tratan de emular a los que existieron en la fuente de la Plaza Mayor. Los 36 surtidores previstos arropan la nube de pulverización y los chorros verticales y parabólicos de la corona superior. El elemento destacado es el géiser central, que alcanza una elevación de 6 metros. Para dar mayor realce a la fuente, se han introducido una serie de surtidores parabólicos que vierten el agua desde el estanque hasta la corona superior.